# Baywind Energy Co-operative
Baywind Energy Co-operative – pierwsza spółdzielnia energetyczna, posiadająca turbiny wiatrowe w Wielkiej Brytanii. Baywind została oparta na modelu wiatrowych spółdzielni energetycznych i innych spółdzielni zajmujących się energią odnawialną, które istniały ówcześnie i były już popularne w Skandynawii.
Inicjatywa ta została założona jako Industrial and Provident Society w 1996. Obecnie liczba członków spółdzielni osiągnęła już 1300 osób, a każdy posiada prawo głosu. Pewna stała część zysków inwestowana jest w lokalne inicjatywy ekologiczne poprzez Baywind Energy Conservation Trust. Organizacja ta wygrała w 2004 nagrodę National Social Enterprise za jej innowacyjne podejście do odnawialnej energii posiadanej przez lokalne społeczności.
Baywind posiada obecnie 2,5-megawatową farmę wiatrową składającą się z 5 turbin w Harlock Hill koło Ulverstone (Kumbria) działającą od 29 stycznia 1997. Posiadają oni również jedną 600-kilowatową turbinę w Haverigg II na farmie wiatrowej koło Millom, Kumbria. Od założenia Baywind Energy Co-operative, w Wielkiej Brytanii powstało wiele innych spółdzielni wiatrowych.